# Họ Cá lượng
Họ Cá lượng hay họ Cá đổng (Danh pháp khoa học: Nemipteridae) là một họ cá biển theo truyền thống xếp trong bộ Cá vược (Perciformes), nhưng gần đây được phân loại lại là thuộc bộ Spariformes (cá tráp). Trong tiếng Anh, chúng còn được biến đến với các tên gọi như threadfin bream, whiptail breams, false snappers. Chúng được tìm thấy ở các vùng biển nhiệt đới của đại dương thuộc Thái Bình Dương và phía Tây Ấn Độ Dương. Trong tiếng Việt, nhiều loài cá trong họ này có tên gọi là cá đổng hay cá lượng.
Phần lớn các loài này là loài ăn thịt sống ở đáy, săn những loài cá nhỏ hơn, động vật chân đầu, động vật giáp xác và giun nhiều tơ. Tuy nhiên, một vài loài ăn sinh vật phù du. Chúng được biết là có mang theo ký sinh trùng. Một nghiên cứu thực hiện tại New Caledonia đã chỉ ra rằng loài Nemipterus furcosus là vật chủ nuôi dưỡng 25 loài ký sinh trùng, bao gồm giun tròn, sán dây, sán lá song chủ, sán lá đơn chủ, động vật đẳng túc và giáp xác chân chèo. Không có loài nào trong số các ký sinh trùng này được truyền sang người.

## Các chi
Họ này gồm các chi:
- Nemipterus: 25 loài.
- Parascolopsis: 12 loài.
- Pentapodus: 12 loài.
- Scaevius: 1 loài (Scaevius milii).
- Scolopsis: 18 loài.